# 陳與冏
陳與冏，字弼臣、弼宸，號緘齋，福建福州府閩縣（今福建省福州市）人，清朝政治人物、進士出身。
光緒六年，登進士，同年五月，改翰林院庶吉士。光緒九年四月，散館，授翰林院編修。光緒十四年，任山東鄉試副考官。次年，任順天鄉試同考官。有兄陳與同。